# Отмычка

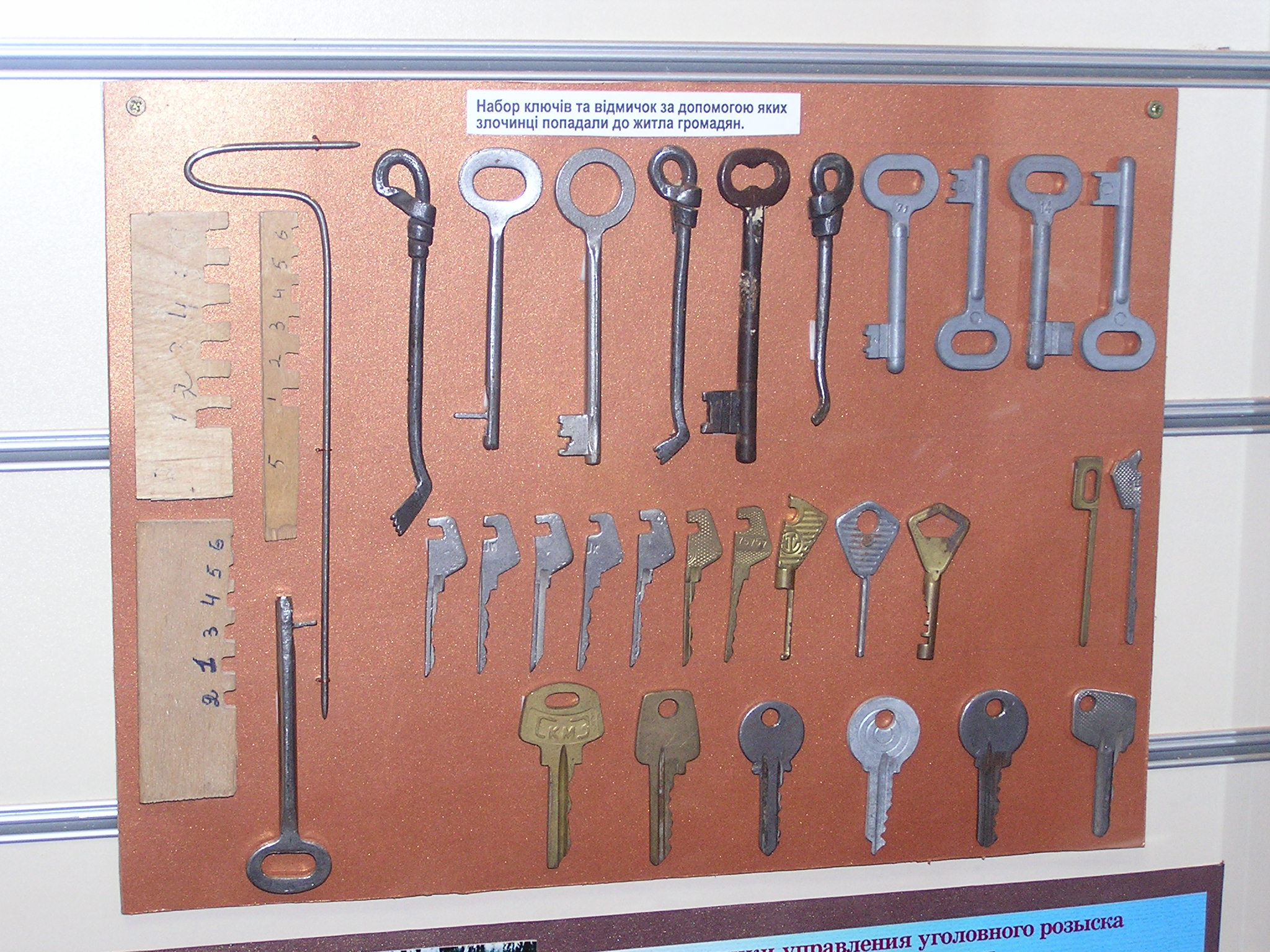

Отмы́чка — специализированный инструмент, использующийся для открытия замков без использования ключа или разрушения замка.
Изготовителем первой «профессиональной» отмычки стал американский изобретатель Альфред Хоббс, получивший на свои отмычки несколько патентов и в 1851 году основавший компанию Hobbs Hart & Co. Ltd, торговавшую отмычками.

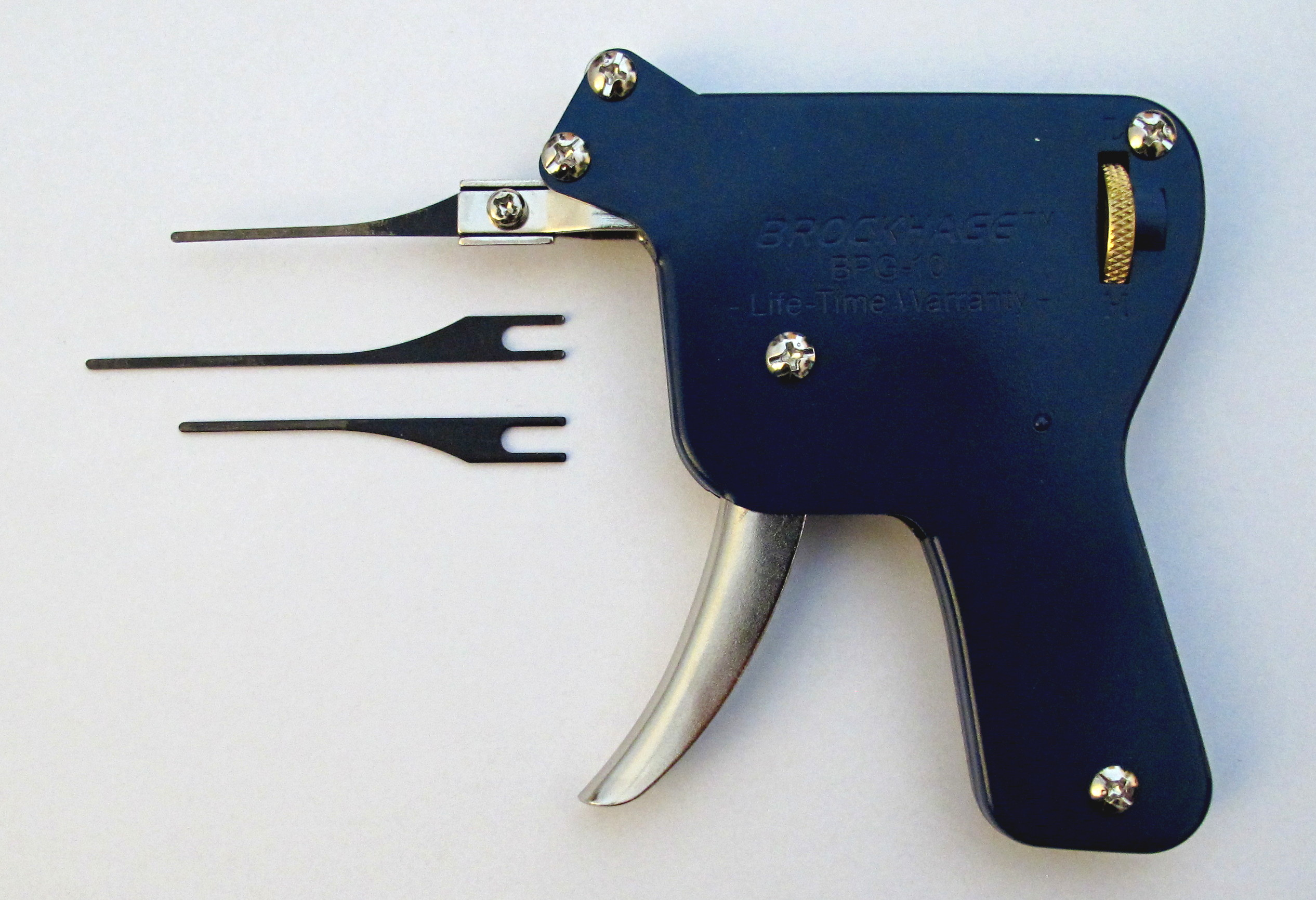
Пистолет-отмычка

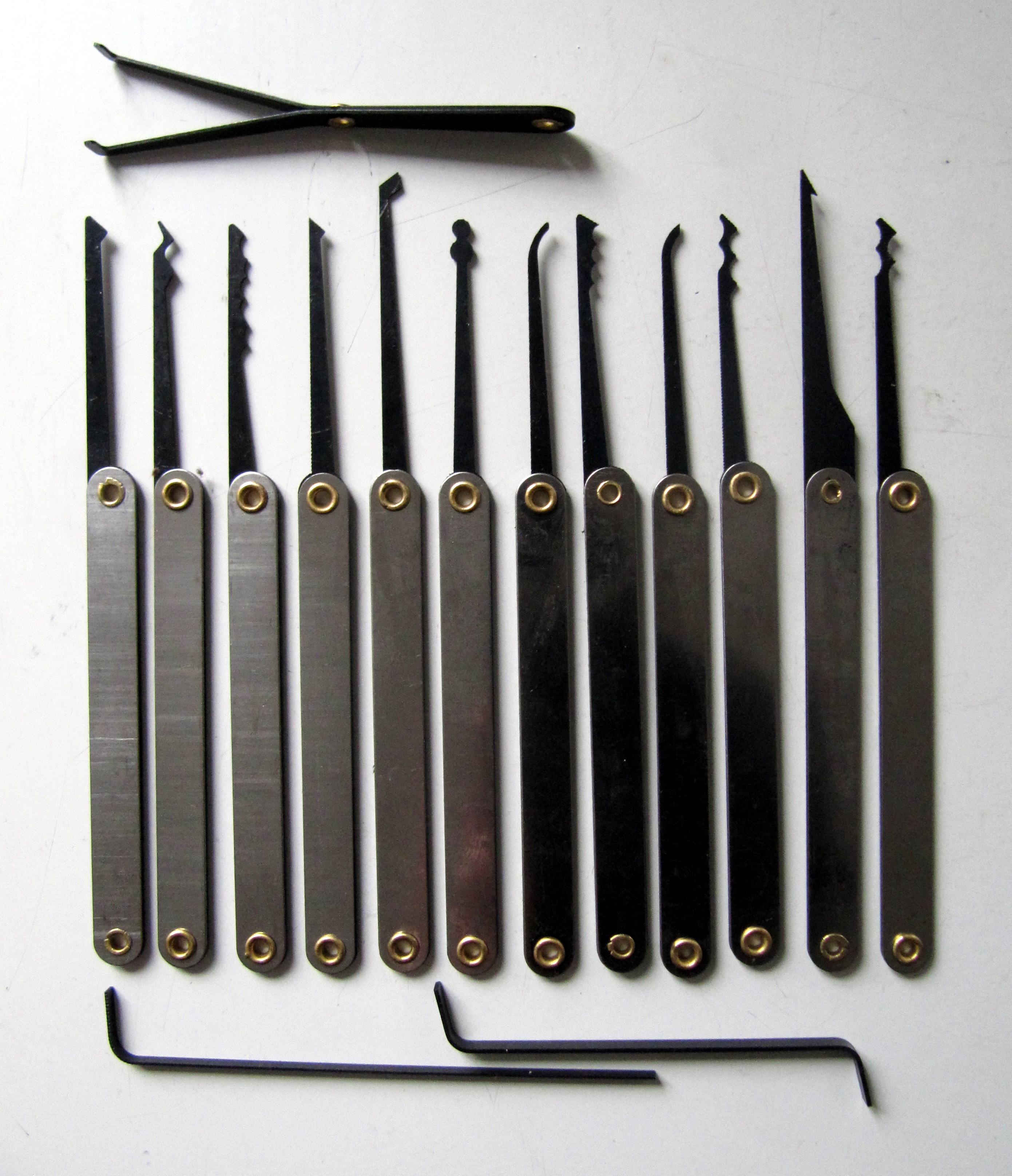
Типичные инструменты

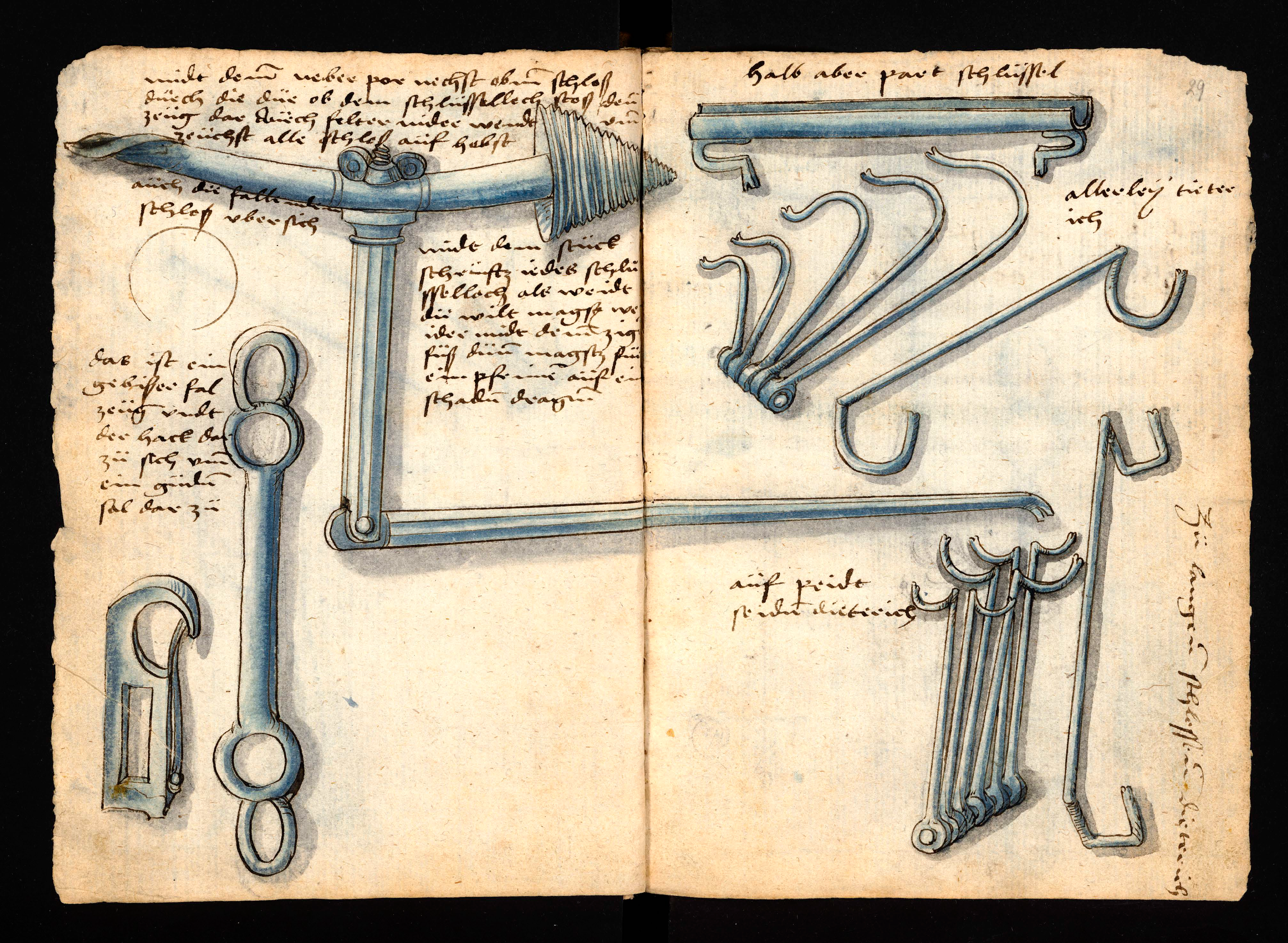
Различные отмычки и инструменты для вскрытия и насильственного взлома замков из Кодекса Лёффельхольца, Нюрнберг 1505 г.

### Использование отмычки
Отмычки могут использоваться рабочими-слесарями для вскрытия помещения или сейфа в случае поломки замка и ключа или утери единственного ключа. Кроме того, иногда вскрытие собственных замков с помощью отмычек может являться хобби или даже подобием спорта, с наличием «групп по интересам».
Однако отмычки могут применяться для взлома замков преступниками.

### Устройство и классификация отмычек
Согласно «Криминалистической энциклопедии» Р. С. Белкина, отмычки можно классифицировать по видам замков, для взлома которых они предназначены (цилиндровые, сувальдные, пружинные); принцип действия каждого вида отмычки несколько различается. Для взлома замков может использоваться также уистити (термин из воровского жаргона, произошедший от английского названия игрунок — рода маленьких южноамериканских обезьян), представляющий собой кустарный инструмент, похожий на щипцы и предназначенный для захвата кончика оставленного в закрытом изнутри двери замке ключа. С. И. Поташник в работе «Криминалистическое исследование замков» выделяет уистити в отдельный, отличный от отмычки тип устройств для вскрытия замков.

### Отмычка и закон
Отношение к отмычкам и их использованию в разных исторических и современных государствах различное, но по большей части негативное. Например, в Бразильской империи незаконным считалось хранение или сбыт любых предметов, которые могут быть расценены как предназначенные для взлома[значимость факта?]. В некоторых государствах — например, в Великобритании, и Японии — фактически запрещено даже хранение отмычек.